# Trachypithecus pileatus
Entelle pileux, Langur à capuchon, Semnopithèque à bonnet
Espèce
Synonymes
- Trachypithecus argentatus Horsfield, 1851
- Trachypithecus saturatus Hinton, 1923

Statut de conservation UICN

 VU A2cd+3cd : Vulnérable
Trachypithecus pileatus est une espèce vulnérable qui fait partie des mammifères Primates. C’est un singe de la famille des Cercopithecidae, appelé en français Entelle pileux, Langur à capuchon ou Semnopithèque à bonnet.

## Liste des sous-espèces
Selon Mammal Species of the World (version 3, 2005)  (24 mars 2011) :
- sous-espèce Trachypithecus pileatus brahma
- sous-espèce Trachypithecus pileatus durga
- sous-espèce Trachypithecus pileatus pileatus
- sous-espèce Trachypithecus pileatus tenebricus

## Répartition

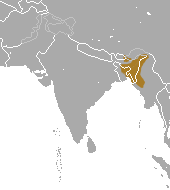
Répartition (en brun) de L'entelle pileux au Nord est de l'Inde

L'espèce est présente sur une zone répartie entre le Bangladesh, le Bhoutan, l'Inde (Assam, Manipur, Meghalaya, Nagaland) et la Birmanie.